# Ураковское (сельское поселение)
Ура́ковское сельское поселение — упразднённое муниципальное образование со статусом сельского поселения в составе Глазовского района Удмуртии.
Административный центр — деревня Ураково.
Законом Удмуртской Республики от 29.04.2021 № 38-РЗ упразднено в связи с преобразованием муниципального района в муниципальный округ.

## Население
| 2010  | 2012  | 2013  | 2014  | 2015  | 2016  | 2017  |
| ----- | ----- | ----- | ----- | ----- | ----- | ----- |
| 1258  | ↗1291 | ↗1314 | ↘1305 | ↗1623 | ↘1225 | ↘1161 |
| 2018  | 2019  | 2020  |       |       |       |       |
| ↘1109 | ↘1045 | ↘990  |       |       |       |       |

## Состав
В состав сельского поселения входили 10 населённых пунктов:
- деревня Ураково;
- деревня Васильево;
- деревня Верхний Сепыч;
- деревня Кочишево;
- деревня Лумпашур;
- деревня Отогурт;
- деревня Пусошур;
- деревня Татарские Парзи;
- деревня Удмуртские Парзи;
- деревня Усть-Пусошур.